# Neotomini
Neotomini — триба Мишоподібних ссавців родини Хом'якові (Cricetidae). Представники триби поширені у Центральній та Північній Америці.

## Класифікація
- Триба Neotomini
  - Galushamys†
  - Hodomys
  - Nelsonia
  - Neotomodon
  - Neotoma
  - Repomys†
  - Xenomys

| Панда | Це незавершена стаття з теріології. Ви можете допомогти проєкту, виправивши або дописавши її. |